# 滇藏斑叶兰
滇藏斑叶兰（学名：Goodyera robusta）为兰科斑叶兰属下的一个种。

## 扩展阅读
- 維基物種上的相關：滇藏斑叶兰